# Toruń
Pour les articles homonymes, voir Toruń.
Toruń (/tɔruɲ/  ; durant la période allemande : Thorn) est une ville de Pologne située sur la Vistule, dans la voïvodie de Couïavie-Poméranie. Elle doit ses origines à l'ordre des chevaliers Teutoniques qui y construisit un château pour l'État teutonique au milieu du XIIIe siècle, pour servir de base à la conquête et à l'évangélisation de la Prusse, bien qu'il y ait eu auparavant une colonie de Toruń dans le Royaume de Pologne (avant 1233).
Toruń est une ville-powiat et est le chef-lieu du powiat de Toruń sans se trouver sur son territoire. Elle a rapidement eu un rôle commercial au sein de la Ligue hanséatique, grâce à son port fluvial sur la Vistule qui permet l'importation de marchandises venant de la Baltique et du reste de l'Europe, et l'exportation de produits locaux ou provenant de l'amont du fleuve. Nombre des imposants édifices publics et privés des XIVe et XVe siècles qui subsistent dans la vieille ville comme dans la ville nouvelle témoignent de son importance.
La ville possède une université appelée université Nicolas-Copernic en hommage à Nicolas Copernic, natif de la ville.
La ville est inscrite à la liste du patrimoine mondial de l'UNESCO depuis 1997.
« Elle porte le nom de la ville des anges, en référence à son blason qui représente un ange et un rempart surmonté de trois tours et qui symbolise que la ville a été confiée à la protection de Dieu ».[réf. nécessaire]

## Histoire

### Moyen Âge

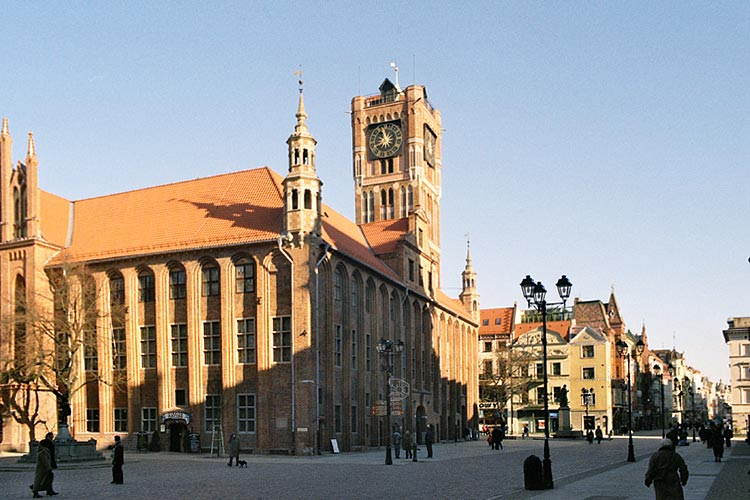
Centre de Toruń.

La ville est fondée par les chevaliers Teutoniques au cours du XIIIe siècle. La première mention historique de la ville date du 28 décembre 1233, mais certaines sources estiment qu’elle a été fondée en 1231. 
À l'époque du démembrement territorial de la Pologne, c'était le duc Conrad de Mazovie, issu de la maison Piast, qui avait appelé les chevaliers afin de maîtriser les Prussiens païens habitant le pays de Chełmno (Culm). En publiant la bulle d'or de Rimini datant de 1226, l'empereur Frédéric II de Hohenstaufen confère à l'ordre Teutonique des droits de souveraineté dans les territoires conquis. Juste après la fondation, de nombreux colons germaniques, notamment de la Westphalie, arrivèrent dans la région. Avec la charte du droit de Culm signée en 1233, la ville possède les plus anciens registres écrits de la Prusse. À l'origine la colonie de Stary Toruń se trouvait à peu près sept kilomètres plus à l'ouest, avant que  le village a été transféré en raison des risques d'inondations. 
Vers 1260, l'ordre fit construire le château de Toruń, à qui il avait prétendument donné le nom du Toron des chevaliers, une fortification des croisades en Terre sainte. La colonisation au-dessous devient rapidement un centre commercial important. Au XIVe siècle, elle faisait partie de la Hanse, association de villes marchandes dans la région de la Baltique et de la mer du Nord, dont Chełmno, Elbląg, Dantzig et Königsberg. Toruń s'est ralliée à la confédération de Cologne, alliance militaire dirigée contre le Danemark et la Norvège formée en 1367. 
Néanmoins, les intérêts commerciaux des citoyens rencontrèrent de plus en plus de conflits avec les autorités de l'État teutonique. Pendant la guerre contre la Pologne, la ville se rapproche du roi polonais Ladislas II Jagellon. Après la défaite des chevaliers à la bataille de Grunwald en 1410, la paix de Toruń confirmant la frontière entre les deux États y a été signée le 1er février 1411. En 1454, la ville se révolte contre les chevaliers, tandis que le château de Toruń fut conquis et détruit par les forces de la ligue de Prusse. La guerre de Treize Ans qui a suivi cessa en 1466 avec le traité de Thorn : la couronne de Pologne annexa les régions sur le cours inférieur de la Vistule jadis sous l’autorité de l’ordre teutonique (y compris la ville de Toruń/Thorn), à l’exception du futur duché de Prusse. Appartenant au territoire de la Prusse royale, les citoyens reconnaît par le traité de 1466 être vassal du royaume de Pologne des Jagellons. Après que la ville ait été incorporée à la Pologne, le nom polonais Toruń a également été utilisé.

### Temps modernes
Toruń est devenue l'une des plus grandes villes polonaises, surtout après 1500. En 1557, la ville adopte la doctrine de Martin Luther et devient un centre du protestantisme. Cependant, une grande partie de la population de la ville (surtout celle de langue polonaise) reste catholique. Le Conseil de la ville dissout les institutions catholiques. Un colloque œcuménique est tenu à Toruń en 1645 à l'initiative du roi Ladislas IV (1632-1648) pour une conversation fraternelle entre catholiques, calvinistes et luthériens. Toruń est prise par Charles-Gustave en 1655 et par Charles XII en 1703.
La ville connaît par la suite des difficultés économiques, et les tensions religieuses se font de plus en plus fortes. En 1724, des protestants pillent un collège jésuite, et ce conflit entraîne une mutinerie. Les chefs de la communauté luthérienne sont décapités sur ordre du Roi, pendant ce qui est appelé le jugement sanglant de Thorn.
En 1772, lors du premier partage de la Pologne qui isole le bassin de la Vistule de la mer, des cultivateurs de céréales mennonites sont présents dans la région. Le Tumulte de Thorn se produit en 1724.
En 1793, elle est attribuée à la Prusse lors du second partage de la Pologne. Elle est ensuite attribuée au duché de Varsovie en 1806 et est de nouveau rattachée à la Prusse en 1815, en tant que chef-lieu de l'arrondissement de Thorn (de) dans le district de Marienwerder au sein de la province de Prusse-Occidentale, jusqu’en 1918, date à laquelle la Pologne la récupère et la renomme Toruń.

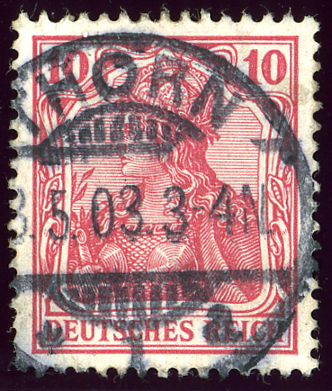
Thorn dans l'Empire en 1903.

Le 1er septembre 1939, l'armée allemande envahit la Pologne : jusqu’à la fin de la guerre, Toruń (qui reprend son nom allemand de Thorn) et sa région seront annexées à l’Allemagne. L'occupation allemande de la ville prit fin en janvier 1945 avec l'occupation de la ville par l'Armée rouge et le retour de Toruń à la Pologne.

## Géographie
Toruń est située dans le powiat-ville de Toruń et la voïvodie de Couïavie-Poméranie, dont elle est l’une des deux capitales avec la ville de Bydgoszcz. Elle se trouve dans la vallée de la basse Vistule et la majeure partie de la ville se trouve sur la rive nord. Sa population est de 206 346 habitants au dernier recensement, répartie sur une surface de 115 km2 environ.
Toruń est entourée de cinq villes et villages limitrophes : Łubianka, Łysomice, Lubicz, Wielka Nieszawka. Les grandes villes les plus proches sont Bydgoszcz, Włocławek et Poznań. La ville est à 210 kilomètres de la capitale, Varsovie.

### Quartiers
Rive gauche de la Vistule :
- Czerniewice
- Kaszczorek
- Stawki
- Rubinkowo

## Climat
La ville bénéficie d'un climat océanique.
| Mois                                  | jan.       | fév.       | mars       | avril     | mai       | juin      | jui.      | août      | sep.      | oct.       | nov.       | déc.       | année      |
| ------------------------------------- | ---------- | ---------- | ---------- | --------- | --------- | --------- | --------- | --------- | --------- | ---------- | ---------- | ---------- | ---------- |
| Température minimale moyenne (°C)     | −3,7       | −3,1       | −0,9       | 3,1       | 7,7       | 11,3      | 13,6      | 13,2      | 9,1       | 5          | 1,5        | −2,1       | 4,6        |
| Température moyenne (°C)              | −1,1       | −0,1       | 3,2        | 8,8       | 13,8      | 17,1      | 19,3      | 18,9      | 13,9      | 8,7        | 4          | 0,4        | 8,9        |
| Température maximale moyenne (°C)     | 1,4        | 3,2        | 7,6        | 14,6      | 19,7      | 23        | 25,1      | 24,9      | 19,3      | 13         | 6,6        | 2,7        | 13,4       |
| Record de froid (°C) date du record   | −32,4 1963 | −29,3 1970 | −26,5 1965 | −8,6 1954 | −7,2 2011 | −1,4 1958 | 3,1 1984  | 1,4 1995  | −3,7 1973 | −10,1 2003 | −22,8 1965 | −24,5 1969 | −32,4 1963 |
| Record de chaleur (°C) date du record | 12,8 1993  | 17,1 1990  | 23,4 1968  | 31,2 2012 | 32,3 1979 | 36,6 2019 | 38,2 1959 | 37,5 1992 | 35,1 2015 | 28,2 1966  | 19,9 1968  | 15,6 1961  | 38,2 1959  |
| Ensoleillement (h)                    | 42         | 63         | 63         | 155       | 224       | 226       | 220       | 211       | 145       | 98         | 41         | 30         | 1 518      |
| Précipitations (mm)                   | 32,7       | 27,3       | 32,2       | 29,6      | 51,2      | 55,7      | 90,6      | 63,9      | 55,8      | 37,9       | 33,5       | 38,5       | 548,9      |
| Nombre de jours avec précipitations   | 8,6        | 7          | 7,8        | 6,4       | 8,7       | 9,1       | 9,6       | 8,4       | 7,8       | 7,6        | 7,5        | 9          | 97,5       |

| Diagramme climatique                                  |             |             |             |             |            |              |              |             |         |            |             |
| J                                                     | F           | M           | A           | M           | J          | J            | A            | S           | O       | N          | D           |
| 1,4−3,732,7                                           | 3,2−3,127,3 | 7,6−0,932,2 | 14,63,129,6 | 19,77,751,2 | 2311,355,7 | 25,113,690,6 | 24,913,263,9 | 19,39,155,8 | 13537,9 | 6,61,533,5 | 2,7−2,138,5 |
| Moyennes : • Temp. maxi et mini °C • Précipitation mm |             |             |             |             |            |              |              |             |         |            |             |

## Architecture et monuments

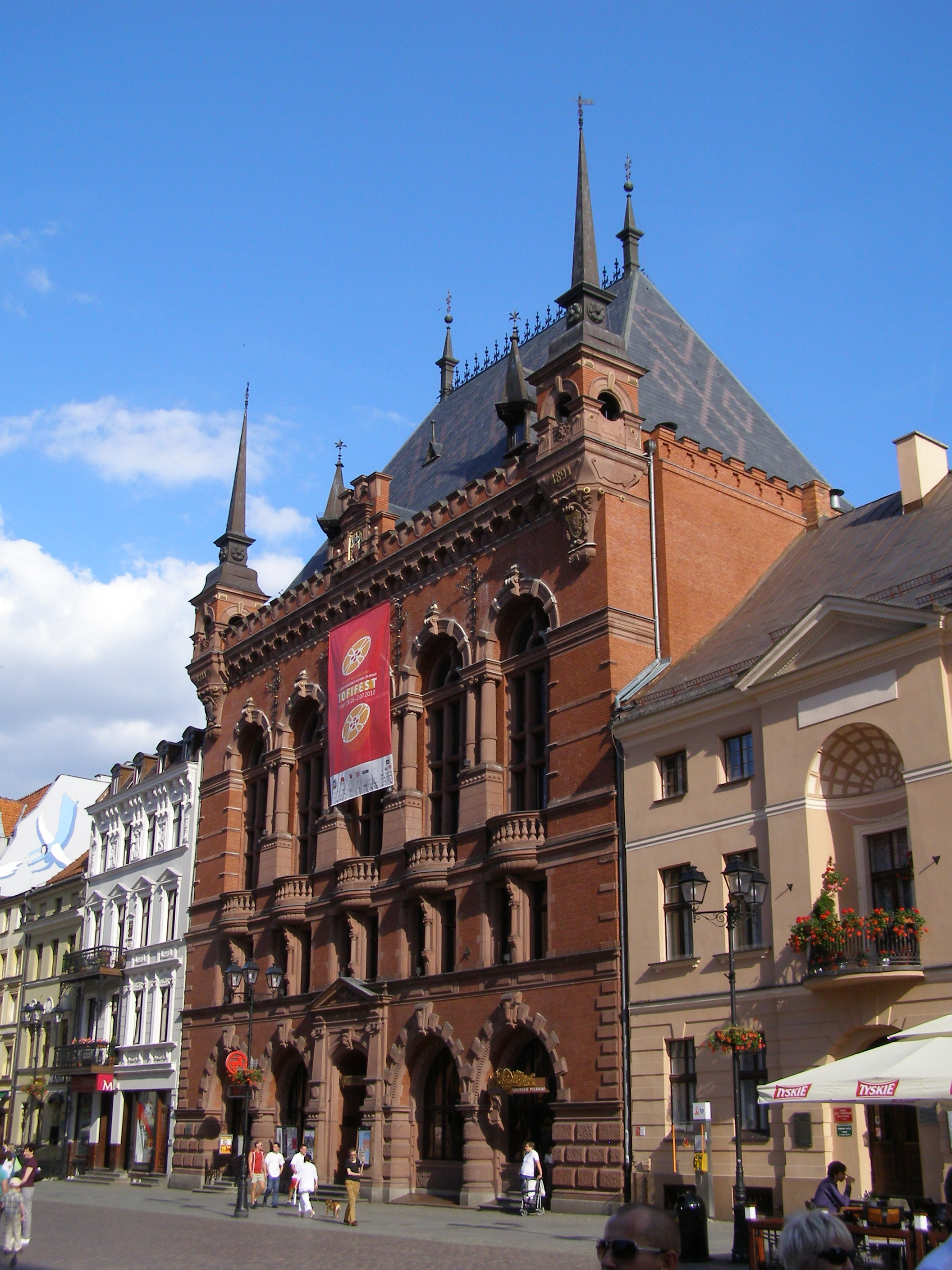
La cour d'Arthur.

La ville médiévale de Toruń est inscrite au patrimoine mondial de l’UNESCO depuis 1997 et a été ajoutée à la liste des sept merveilles de Pologne (en) en 2007. Comme Cracovie, elle a conservé[réf. souhaitée] la plupart de ses bâtiments historiques gothiques intacts, la ville ayant été épargnée par la Seconde Guerre mondiale.

### Hôtel de ville de Toruń

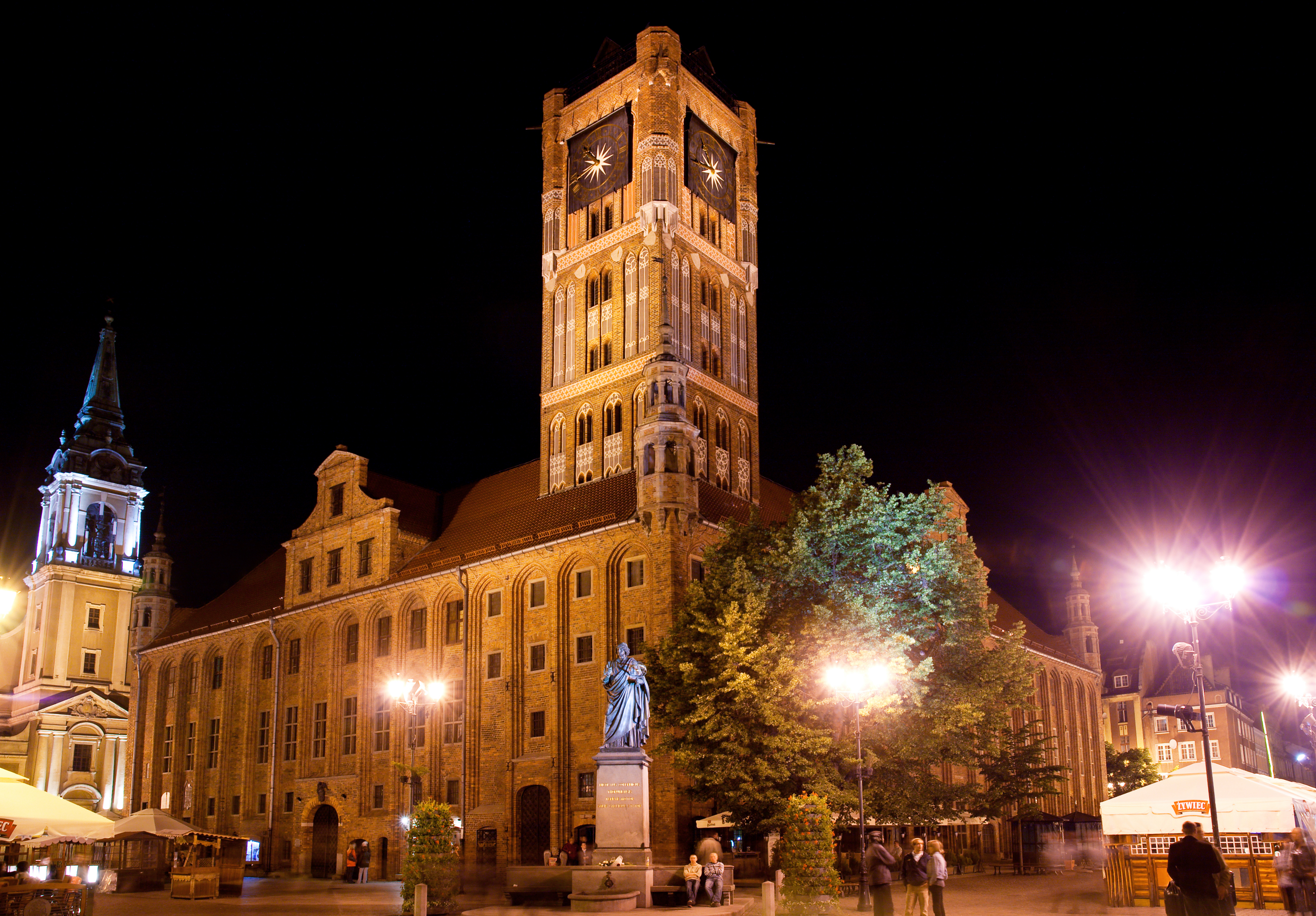
Hôtel de ville de Toruń.

L'hôtel de ville de Toruń fut construit au XIIIe siècle dans la vieille ville où il occupa des fonctions administrative et de commerce. Aujourd’hui, il abrite un musée régional.

### Statue de Nicolas Copernic
La statue de Nicolas Copernic (Pomnik Mikołaja Kopernika) est une statue dédiée à l’astronome natif de Toruń, Nicolas Copernic. Elle est située sur la place en face de l’ancien hôtel de ville. Le projet débuta en 1809 grâce à Stanisław Staszic. Elle fut fabriquée par le sculpteur allemand Friedrich Tieck et érigée le 25 octobre 1853. Il s’agit d’une statue en bronze qui mesure 2,6 mètres. En 2003, pour son 150e anniversaire, la statue a été rénovée et un bassin en pierre a été rajouté à ses pieds. Nicolas Copernic est représenté debout, une sphère armillaire dans la main gauche, et pointe le ciel de la main droite. La statue porte l’inscription suivante : « Nicolaus Copernicus Torinensis, Terræ motor, Solis Cœlique stator », qui signifie « Nicolas Copernic, Torunien, mit la Terre en mouvement, arrêta le Soleil et le Ciel ».

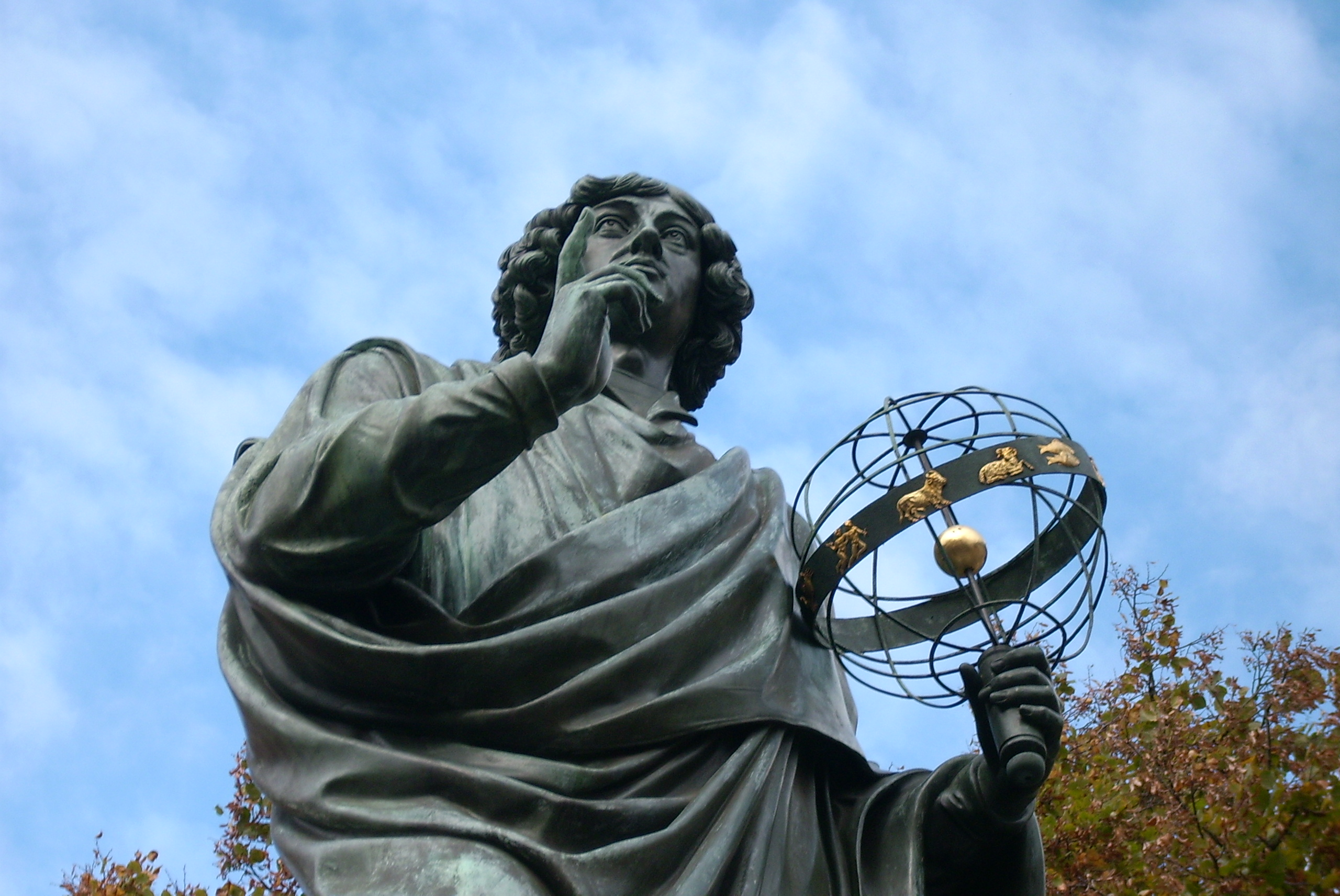
La statue de Nicolas Copernic.

### Cathédrale de Saint-Jean l'Évangéliste
La basilique Saint-Jean-Baptiste et Saint-Jean-l'Évangéliste fut construite au XIIIe siècle. Elle est agrandie au cours des XIVe siècle et XVe siècle. Sa tour mesure 57 mètres et contient une cloche de 7 tonnes, nommée « Tuba Dei » (« La Trompette de Dieu »). Il s’agit d’une des plus grosses cloches de Pologne, avec un diamètre de 2,17 mètres. Nicolas Copernic y fut baptisé.

### Église Saint-Jacques de Toruń
L'Église Saint-Jacques de Torun construite au Moyen Âge est l'une des plus importantes églises de la ville.

### Château des chevaliers teutoniques
Le château des chevaliers teutoniques a été édifié entre 1233 et 1236. On suppose qu’il fut d’abord construit en bois avant d’être en briques. Après la bataille de Grunwald en 1410, les murs extérieurs ont été fortifiés et la garnison renforcée. Il fut victime d’un incendie en 1420 mais les villageois n’ont pas aidé les chevaliers à l’éteindre. En 1454, le château fut attaqué par les villageois. Les douves, les parties inférieures du château et la tour sont les seules parties encore conservées en bon état.

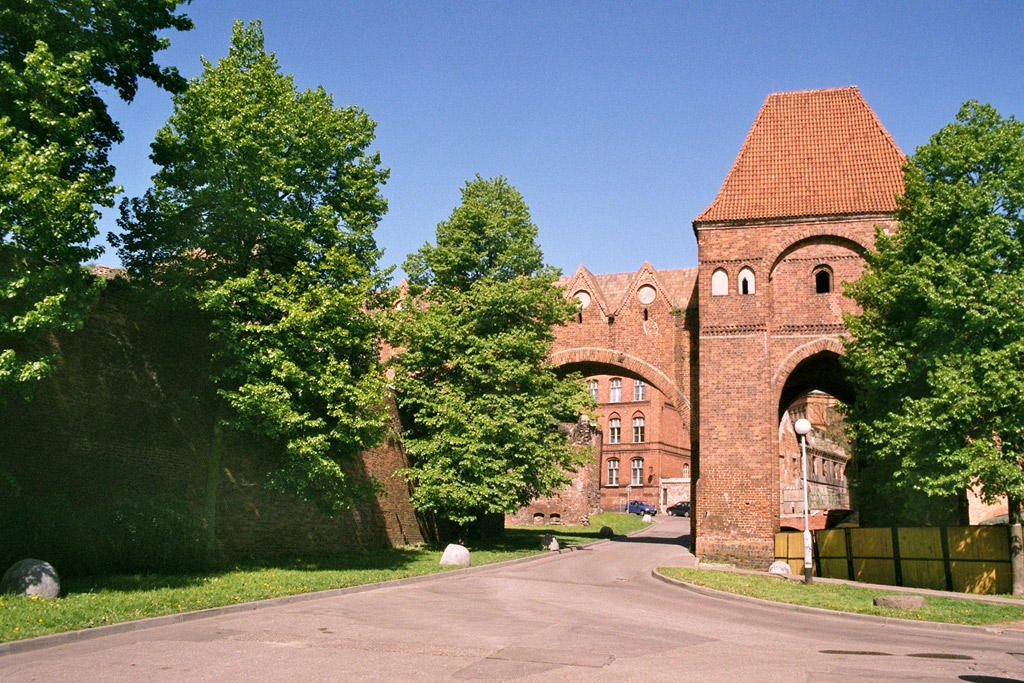
Le château de Toruń.

### Théâtres
La ville comprend de nombreux théâtres, dont les plus importants sont les Teatr im Wilama Horzycy, le Teatr Wiczy, les théâtres Baj Pomorski et Zaczarowany Swiat.

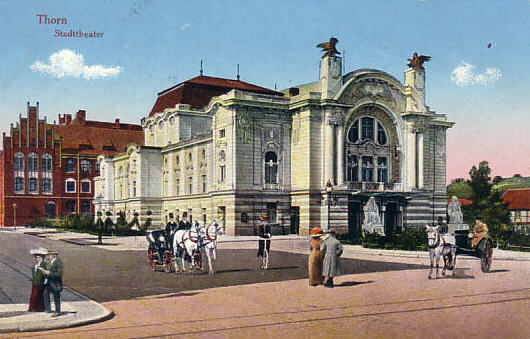
Théâtre de Wilam Horzyca à Toruń.

### Planétarium
La ville de Toruń est très marquée par l’astronomie, notamment avec Nicolas Copernic. Le planétarium de Toruń a ouvert ses portes en 1994. Il s’agit d’un des plus grands planétariums de Pologne, avec un dôme de 15 mètres de diamètre. Sa capacité est de 196 sièges. Il représente une des attractions touristiques les plus populaires de Toruń et de sa région, et est l’un des plus visités en Europe.

### Observatoire astronomique de l'université de Toruń
Il est rattaché au département de Physique, Astronomie et Informatique appliquée de l’université de Toruń. Il sert à la formation des étudiants, mais également l’observation spatiale et la recherche. Son bâtiment actuel a été construit en 1947, et comprenait entre autres deux télescopes (Schmidt Cassegrain et Cassegrain) de respectivement 90 et 60 cm. Il est aujourd’hui davantage tourné vers la radioastronomie, avec deux nouveaux télescopes dont le plus grand radiotélescope d’Europe centrale, de 32 m, construit en 1994. Il est impliqué dans le réseau VLBI.

### Voir aussi

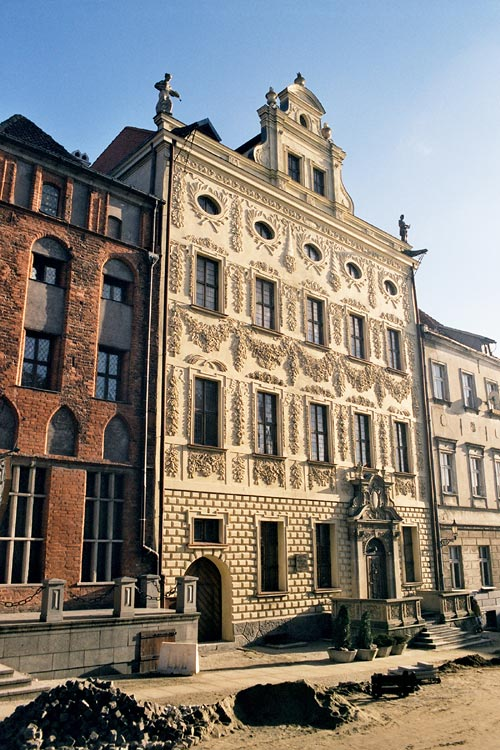
Le.

## Éducation
La ville dispose de plusieurs écoles et lycées, ainsi que de plusieurs établissements d’enseignement supérieur. L’institution la plus importante est l’université Nicolaus-Copernicus, fondée en 1945 et qui porte le nom d’un de ses célèbres habitants. La ville comprend également plusieurs écoles privées, comme l’École de la Banque ou l’École de la culture sociale et des médias, qui enseigne entre autres le journalisme, la communication, les techniques multimédias, etc.

## Sport

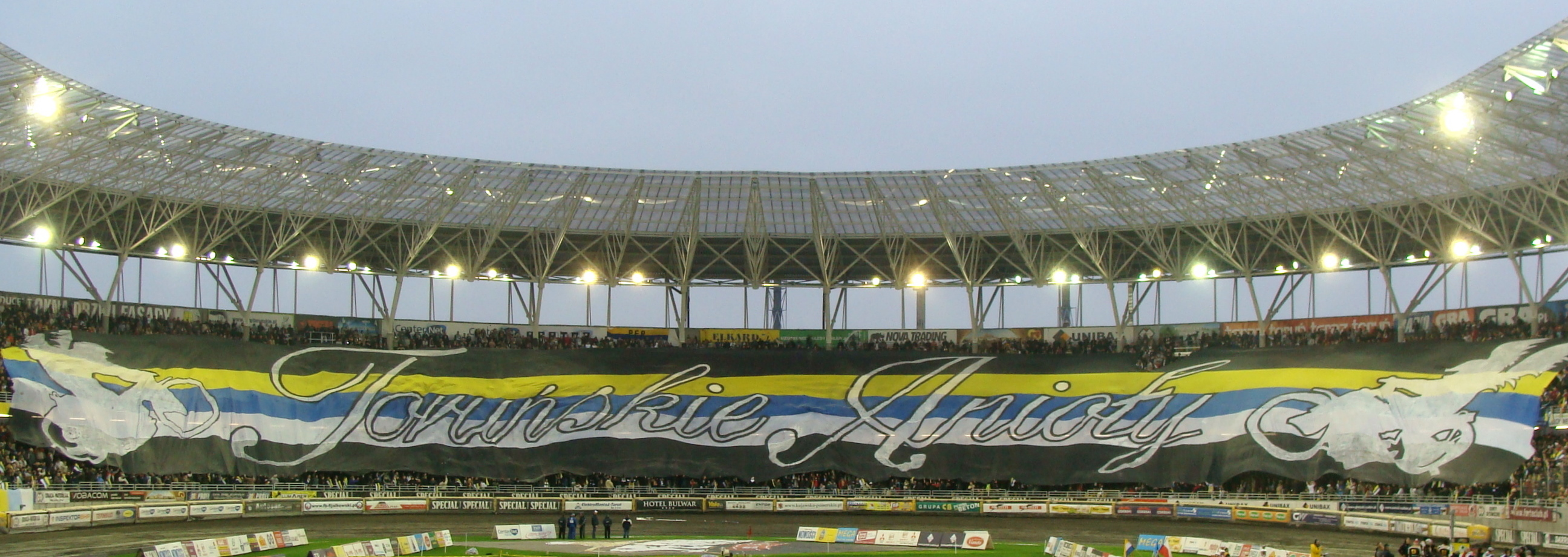
Motoarena Toruń.

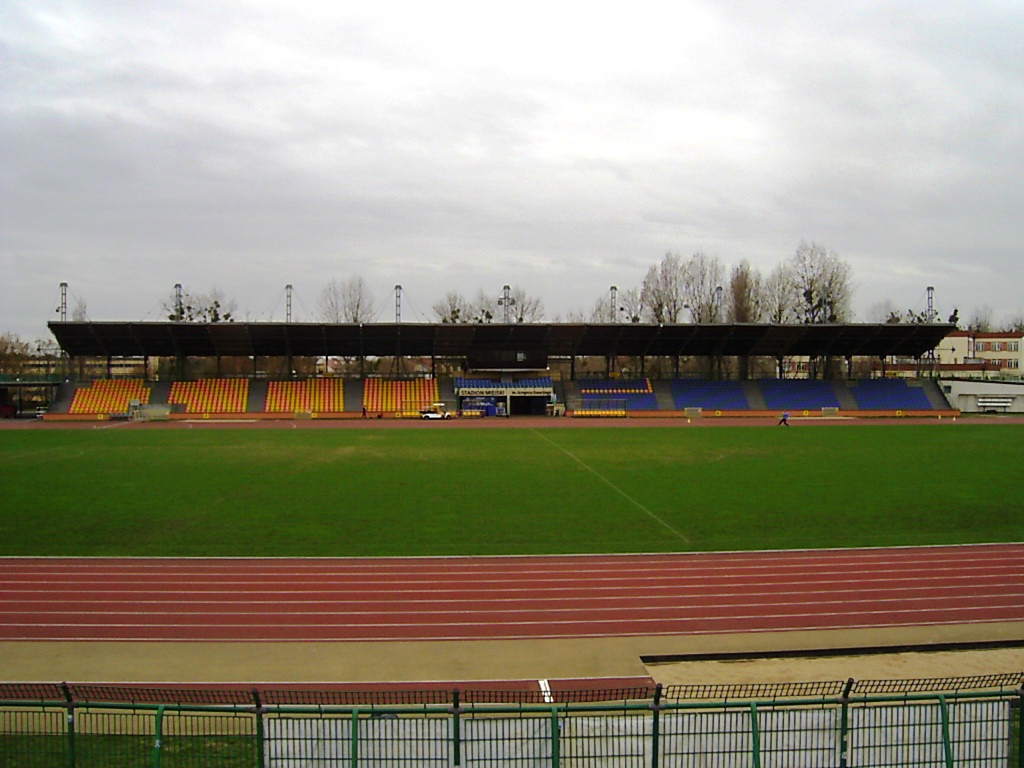
Stade municipal de Toruń.

En 2009, la ville de Toruń accueille les Jeux mondiaux de la Polonia.
Bon nombre de clubs ont siège à Toruń, parmi lesquels :
- Angels Toruń, football américain ;
- Energa Toruń, féminin de basket-ball ;
- Elana Toruń, football ;
- Nesta Toruń, hockey sur glace ;
- Unibax Toruń, Speedway (moto) ;
- Twarde Pierniki Toruń (pl), masculine de basket-ball ;
- Pomorzanin Toruń (de), hockey sur gazon ;
- FC Toruń (pl), futsal ;
- Grzegorz Dunecki Stadion Torun.

## Transports
- Transports en commun : la compagnie des transports publics de Toruń est la MZK[12]. Elle couvre la ville avec 7 lignes de Tramways et 39 lignes de bus.
- Train : la ville est desservie par trois gares : Toruń Miasto, Toruń Wschodni et Toruń Główny, la plus importante, qui contrairement aux autres villes n’est pas située dans le centre.
- Avion : Toruń ne comprend pas d’aéroport, le plus proche étant à Bydgoszcz.
- Vélo : il y a 21 kilomètres de pistes cyclables dans la ville.

## Administration
Le maire de Toruń tient le titre de président de Torun (prezydent Torunia). Il exerce ses fonctions depuis le Bureau de la Ville. Le maire actuel est Michał Zaleski (en), membre de l’Alliance démocratique de la gauche (Sojusz Lewicy Demokratycznej) mais ne fait partie d’aucun parti politique. Il est appuyé par le Premier adjoint au maire Zbigniew Fiderewicz (pl) (chargé des services municipaux, des investissements et rénovations, du sport et du tourisme, de la gestion de la vieille ville et de la conservation des monuments historiques), et de deux autres adjoints, Zbigniew Rasielewski (logements municipaux, développement immobilier, géodésie, cartographie, comptabilité) et Ludwik Szuba (Santé, politique sociale, enregistrement des citoyens et documents d’identité, décisions administratives, élections, éducation). Le Conseil de la ville pour 2010 à 2014 est composé de 25 personnes. Le budget de la ville est donné par le Conseil de la Ville par un acte juridique.

## Personnalités liées à la commune

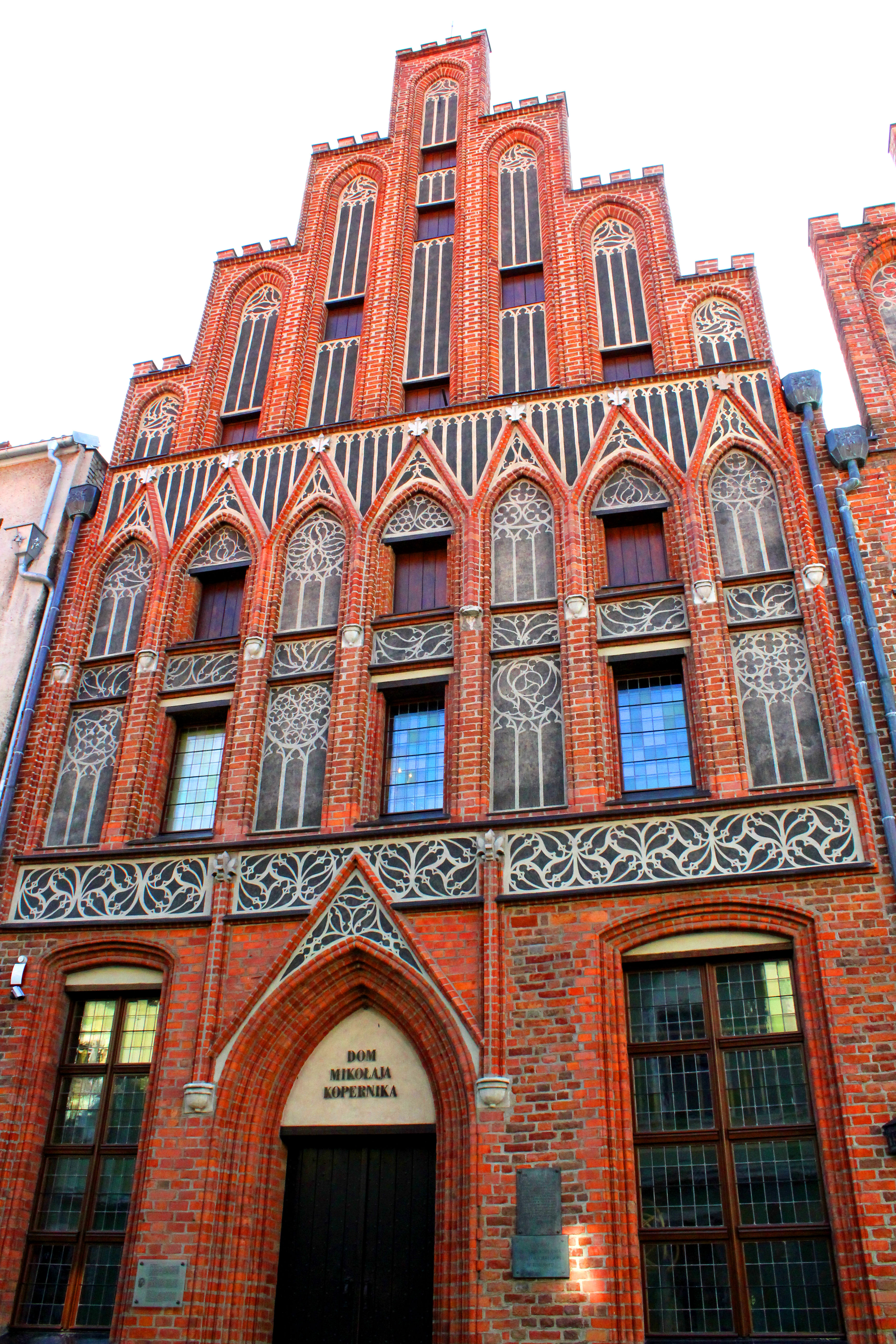
Façade de la maison de Copernic, où ce dernier a passé ses premières années.

- Nicolas Copernic est né à Toruń en 1473.
- Melchior Nering, relieur, est mort à Toruń en 1587.
- Samuel Thomas von Soemmering, médecin, anatomiste, anthropologue, paléontologue et inventeur allemand est né le 28 janvier 1755 à Toruń.
- Jacek Yerka (1952-), peintre.
- Joanna Scheuring-Wielgus (1972-), femme politique.
- Łukasz Pawłowski (1983-), sportif olympique.
- Mika Kwiatkowski (1990-), champion du monde cyclisme sur route 2014.

## Jumelages
La ville de Toruń est jumelée avec :
- Philadelphie (États-Unis) depuis 1976  (le Philadelphia Boulevard célèbre ce jumelage) ;
- Göttingen (Allemagne) depuis 1978 ;
- Leyde (Pays-Bas) depuis 1988 ;
- Hämeenlinna (Finlande) depuis 1989 ;
- Kaliningrad (Russie) depuis 1995 ;
- Čadca (Slovaquie) depuis 1996 ;
- Swindon (Royaume-Uni) depuis 2003.

Un partenariat avec :
- Angers (France) depuis 2011[14].

Des contacts avancés en vue d'un jumelage sont entamés avec :
- Guilin (Chine) ;
- Loutsk (Ukraine) ;
- Novo Mesto (Slovénie).

## Panorama

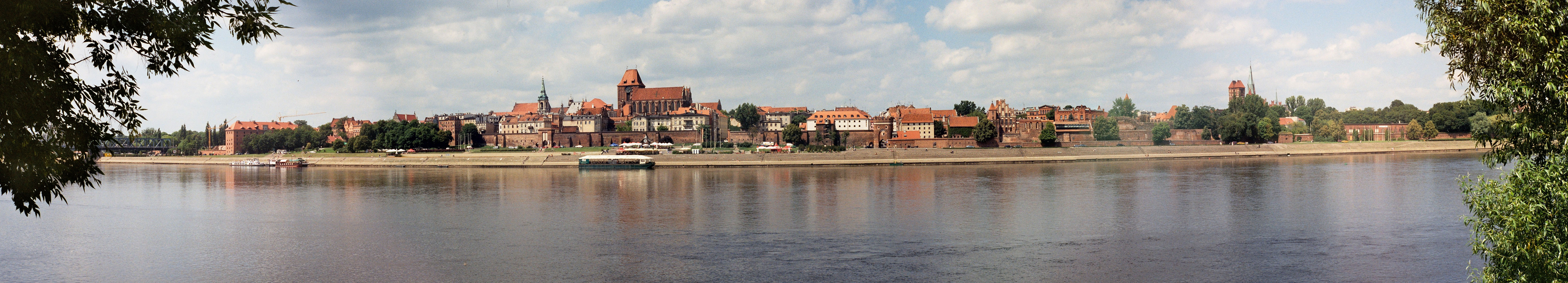
Vue générale de Toruń.